# Sociedad de los Ferrocarriles Almansa-Valencia-Tarragona
La Sociedad de los Ferrocarriles Almansa-Valencia-Tarragona ou AVT est l'une des dernières à entrer dans la formation de la Compañia de los Caminos de Hierros del Norte de España. C'est aussi l'une des premières compagnie espagnoles, et le noyau de son réseau était à Valence

## Premières tentatives pour créer un réseau et naissance de la compagnie
Le 12 juillet 1845, un chemin de fer de Valence à Madrid par Albacete, Almansa, Xàtiva et Alzira est concédée au britannique Wole, venu promouvoir l'idée du chemin de fer en Espagne avec quelques-uns de ses compatriotes. Peu après, ils créent une Sociedad del Ferrocarril de Madrid a Valencia, au capital de 240 millions de reales. L'affaire ne dure pas. Après avoir exécuté quelques travaux, une assemblée générale des actionnaires est convoquée en 1847 pour la dissolution de la compagnie. Les quelques travaux réalisés et les droits de concession sont cédés à l'espagnol Prospero Volney, mais la nouvelle convention ne porte plus que sur la section de Grao de Valencia à Xàtiva (qui portait à ce moment le nom de San Felipe de Játiva).
Début 1851, Volney cède ses droits à José Campo. C'est lui qui allait construire la ligne et mettre en place un véritable réseau. Avant la fin de l'année, il crée la Compañia del Ferrocarril de Játiva a El Grao de Valencia
L'affaire va bon train. La première section de Valence au Grao est ouverte en 1852, et le rail atteint Xàtiva en 1854, prétexte à de grandes festivités.
Chemin de fer de Xàtiva à Valence. ouverture à l'exploitation :
| Date       | Section                               | Longueur (km) |
| 22/03/1852 | Valence (Espagne)-El Grao de Valencia | 4,189         |
| 24/10/1852 | Valence (Espagne)-Silla               | 12,356        |
| 8/12/1852  | Silla-Benifayó                        | 8,907         |
| 9/04/1853  | Carcaixent-Alzira                     | 3,631         |
| 1/05/1853  | Alzira-Benifayó                       | 14,701        |
| 1/07/1854  | Carcagente-Manuel                     | 8,962         |
| 20/12/1854 | Manuel-Xàtiva                         | 7,196         |

Lorsque José Campo crée sa première compagnie, nul ne sait encore vers quel port de la Méditerranée va aboutir la ligne alors en construction de Madrid à Aranjuez. Il peut logiquement espérer une simple connexion avec sa ligne, ce qui permettrait de déboucher sur Valence. Mais il est en concurrence avec José de Salamanca qui a ses propres idées sur la question et demande au gouvernement, le 21 juin 1851, à prolonger la ligne d'Aranjuez jusqu'à Alicante. Le ministère reste indécis. Dans un premier temps, il n'accorde à José de Salamanca qu'un prolongement d'Aranjuez à Almansa, ce qui laisse la voie ouverte à toutes les possibilités : débouché vers la mer à Valence, Alicante, voire Carthagène, une solution qui a la faveur des militaires. José Campo voit ainsi lui échapper la route de Madrid. Il obtient cependant la concession de la section Almansa-Xàtiva par décret du 26 aout 1852.

## Le prolongement vers Almansa
Ayant obtenu la concession d'un premier prolongement, José Campo se contente dans un premier temps de parachever la ligne de Xàtiva qui n'est pas encore terminée. Il faut dire que l'avant-projet retenu par le gouvernement pour le prolongement vers Almansa ne lui plait pas trop, et qu'il souhaite le modifier. Sa nouvelle proposition de tracé est approuvée par une loi du 6 février 1856. La société prend alors le nom de Compañia del Ferrocarril de El Grao de Valencia a Almansa. Les travaux commencent aussitôt, avec des rails montés sur traverses métalliques. Almansa sera atteinte en 1859.
Ouverture à l'exploitation du chemin de fer d'Almansa à Valence :
| Date       | Section                     | Longueur (km) |
| 19/11/1857 | Xàtiva-Alcudia de Crespins  | 6,469         |
| 19/11/1858 | Alcudia de Crespins-Moixent | 18,832        |
| 19/11/1859 | Moixent-Almansa             | 49,952        |

Un an plus tôt, le 15 mars 1858, le MZA atteignait Alicante, permettant le premier voyage de Madrid à la Méditerranée. Cette puissante compagnie songe déjà à s'étendre, et lorgne ouvertement sur la société de José Campo avec qui des négociations sont ouvertes en vue d'une fusion. Une opération qui serait d'autant plus juteuse qu'une loi du 5 juillet 1856 a concédé à Jose Campo une ligne de Valence à Tarragone. Pourtant, José de Salamanca est inquiet. La ligne d'Almansa semble avoir été construite à la légère. Plusieurs ponts sont en bois, Valence ne dispose encore que d'une gare provisoire, et il reste beaucoup à faire. Avant de se décider pour une fusion, le MZA souhaite examiner la ligne dans ses moindres détails. L'affaire traine en longueur. La société valencienne connaît des difficultés financières. Le 15 février 1859, le MZA lui accorde un crédit de 12 millions de reales, ce qui lui donne une option pour la fusion. Un compromis semble trouvé avec José de Salamanca le 20 avril 1859, mais José Campo souhaite des compensations. Il rencontre le baron de Rothschild à Paris à plusieurs reprises en 1860, mais l'affaire ne se réalise pas. Chaque compagnie conservera son indépendance.
En 1861, la société change à nouveau de nom. Il s'agit à présent de la Sociedad de los Ferrocarriles de Almansa a Játiva y a El Grao de Valencia

## La ligne deTarragone
Lorsque la concession de la ligne de Tarragone est accordée à José Campo, celui-ci compte sur le soutien financier de la Sociedad Genaral Catalana de Credito et de la Sociedad Valenciana de Fomento. La crise économique de 1857 cause bien des soucis à la banque catalane, qui cède tous ses droits à José Campo. Une ordonnance royale du 21 mars 1861 régularise cette situation, n'accordant plus la concession qu'à José Campo et à la banque valencienne. Le 5 mars 1862, la compagnie prend officiellement le nom de Sociedad de los Ferrocarriles de Almansa a Valencia y Tarragona ou AVT. Avec les 279 kilomètres de cette ligne à construire, la compagnie AVT devenait la troisième d'Espagne en importance après le Norte et le MZA. Restait encore à construire la ligne !
Au début, les travaux avancent rapidement. Castellón est atteint fin 1862. Mais la crise qui va affecter la Sociedad Valenciana de Fomento à partir de 1864 va ralentir sérieusement les travaux. Il faut dire que ceux-ci atteignent une zone particulièrement difficile. Le principal obstacle est le franchissement de l'Ebre près de son embouchure, étudié dès 1859. Pour permettre le passage des navires jusqu'au port de Tortosa, l'armée exige que le tablier du pont soit à une hauteur de 17 mètres. Il faut également tenir compte des crues toujours imprévisibles du fleuve. Une ordonnance royale du 10 juillet 1865 crée une commission chargé de trouver le meilleur point de passage du fleuve. En 1866, le gouvernement fixe définitivement ce point à Tortosa. Le pont est enfin inauguré le 21 juin 1868, assurant la continuité du parcours de Valence à Barcelone.
Ouverture à l'exploitation de la ligne de Valence à Tarragone
| Date       | Section                   | Longueur (km) |
| 20/04/1862 | Valence (Espagne)-Sagonte | 28,486        |
| 25/081862  | Sagonte-Nules             | 21,441        |
| 26/12/1862 | Nules-Castellón           | 17,936        |
| 16/11/1863 | Castellón-Benicasim       | 12,175        |
| 12/03/1865 | Benicasim-Uldecola        | 80,562        |
| 12/03/1865 | Amposta-Tarragone         | 69,155        |
| 19/03/1867 | Ulldecona-Tortosa         | 29,278        |
| 8/05/1867  | Tortosa-Amposta           | 13,037        |

## Ultimes projets
La crise économique de 1866 provoque de sérieux ennuis financiers à la compagnie, mais surtout à la Sociedad Valenciana de Credito. Si José Campo refuse de la liquider, il se voit contraint d'y laisser entrer un important groupe d'obligataires catalans. Ceux-ci vont mener une guerre larvée contre les méthodes employées par l'entourage de Campo, allant jusqu'à porter de graves accusations de corruption. La conclusion d'un accord avec les créanciers de la compagnie, en 1872, permet de consolider la position financière de la compagnie. Campo peut alors se pencher sur l'expansion de  son réseau. Au début des années 1880, il va racheter deux compagnies possédant des lignes en voie métrique. La Compañia anonima del Tram-way de Carcagente a Denia vient d'obtenir l'autorisation de se convertir à la traction vapeur. Peut soucieux de se lancer dans des frais, ses propriétaires, la famille Trenor, cèdent la concession à José de Campo le 23 septembre 1880. C'est lui qui équipe la ligne pour la traction vapeur, le premier train circulant le 28 novembre 1881. La ligne est officiellement transférée à l'AVT le 15 aout 1883. La seconde ligne appartient à la Compañia anonima del Tram-Way de Carcagente a Gandia, alors en grandes difficultés financières. José de Campo récupère la concession le 19 janvier 1881. Là aussi, José de Campo obtient l'autorisation d'utiliser la traction vapeur. Cette section sera officiellement transférée à l'AVT le 1er aout 1889.
ouverture du réseau métrique à l'exploitation :
| Date      | Section           | Longueur (km) |
| 8/02/1864 | Carcaixent-Gandia | ?             |
| 1/04/1884 | Gandia-Dénia      | ?             |

Très vite, ce petit réseau desservant une riche région agricole va devenir l'un des poumons économiques de la compagnie, qu'il approvisionne en oranges et marchandises diverses. Pour la seule année 1890, il apporte au réseau AVT 47301 tonnes de marchandises et 246630 voyageurs.
À la même époque, José de Campo songe à construire un embranchement de Sagonte à Segorbe, et à en lancer un autre, d'un point quelconque de la ligne Xàtiva-Almansa, vers Murcie. En 1887, il demande la concession d'une ligne Xàtiva-Alcoy, sans subvention. La construction de cette ligne au tracé difficiles va être retardée par les intempéries. José Campo n'en verra jamais la fin. Il meurt en aout 1889. Sans son énergie et avec l'accumulation des problèmes financiers, son œuvre disparait avec lui. Le 25 mai 1891, un contrat est signé avec la Compañia de los Caminos de Hierros del Norte pour la cession de la compagnie. Il est entériné par une loi du 30 juillet. C'est le Norte qui se chargera d'achever la ligne Xàtiva-Alcoy.

## Le Matériel
La compagnie AVT commencera son exploitation avec seulement cinq locomotives, commandées comme il se doit en Angleterre. Il est vrai qu'à l'origine, la ligne n'avait qu'une longueur de 4 kilomètres... L'un des inévitables mécaniciens britanniques accompagnant cette livraison, Henri Fink deviendra chef des ateliers de la compagnie.
| Type  | N° AVT I | N° AVT II | N° Norte    | Constructeur         | N° Usine    | Année | Poids | Notes |
| 120 T | 1 à 3    | 1 à 3     | 281 à 283   | Stother & Slaughter  | ?           | 1852  | 18,0  |       |
| 120   | 4 à 5    | 4 à 5     | 284 à 285   | Stephenson           | 869 à 870   | 1853  | 14,8  |       |
| 120   | 6 à 7    | 6 à 7     | 286 à 287   | Sharp-Stewart        | 779 à 780   | 1854  | ?     |       |
| 120   | 8 à 10   | 8 à 10    | 288 à 290   | Stother & Slaughter  | ?           | 1855  | 15,6  |       |
| 021   | 11 à 13  | 11 à 13   | 291 à 293   | Slaugther & Grunning | ?           | 1855  | 21,0  |       |
| 030   | 14 à 17  | 41 à 44   | 1701 à 1704 | Slaugther & Grunning | ?           | 1858  | 33,8  |       |
| 120   | 18 à 20  | 14 à 16   | 294 à 296   | Sharp-Stewart        | 1183 à 1185 | 1860  | 21,0  |       |
| 120   |          | 17 à 19   | 297 à 299   | Nasmith & Wilson     | 202 à 204   | 1879  | 28,2  |       |
| 021   |          | 20 à 23   | 300 à 303   | Richard Hartmann     | 1371 à 1374 | 1885  | 28,0  |       |
| 120   |          | 24 à 29   | 304 à 309   | Sharp-Stewart        | 3672 à 3677 | 1891  | 26,2  |       |
| 030   | 21 à 22  | 45 à 46   | 1705 à 1706 | Sharp-Stewart        | 1222 à 1223 | 1860  | 33,8  |       |
| 020 T | ?        | 30        |             | Sharp-Stewart        | 1305        | 1861  | ?     |       |
| 021 T | 23 à 26  | 51 à 54   | 320 à 323   | J.F. Cail            | 1194 à 1197 | 1864  | 24,8  |       |
| 030   | 27 à 30  | 47 à 50   | 1727 à 1730 | J.F. Cail            | 1162 à 1165 | 1863  | 33,9  |       |
| 021   | 31 à 40  | 31 à 40   | 310 à 319   | J.F. Cail            | 1174 à 1183 | 1863  | 24,8  |       |
| 021   | 41 à 50  |           |             | J.F. Cail            | 1184 à 1193 | 1864  | 24,8  |       |
| 021 T | 51 à 55  | 55 à 59   | 324 à 328   | J.F. Cail            | 1198 à 1202 | 1865  | 24,8  |       |
| 030   | 56 à 59  | 60 à 63   | 1731 à 1734 | JF. Cail             | 1166 à 1169 | 1864  | 33,9  |       |
| 030   | 60 à 61  | 64 à 65   | 1735 à 1736 | J.F. Cail            | 1172 à 1173 | 1865  | 33,9  |       |
| 030   | 62 à 65  | 66 à 69   | 1707 à 1710 | Nasmith & Wilson     | 190 à 193   | 1876  | 38,0  |       |
| 030   | 66 à 67  | 70 à 71   | 1711 à 1712 | Nasmith & Wilson     | 200 à 201   | 1879  | 38,0  |       |
| 030   |          | 72 à 77   | 1713 à 1718 | Sharp-Stewart        | 2976 à 2981 | 1881  | 37,9  |       |
| 030   |          | 78 à 85   | 1719 à 1726 | Sharp-Stewart        | 3680 à 3687 | 1891  | 38,4  |       |
| 040   |          | 101 à 105 | 2701 à 2705 | Richard Hartmann     | 1196 à 1200 | 1883  | 44,6  |       |
| 040   |          | 106 à 112 | 2706 à 2712 | Richard Hartmann     | 1358 à 1364 | 1884  | 44,6  |       |
| 040   |          | 113 à 116 | 2713 à 2716 | Richard Hartmann     | 1520 à 1523 | 1887  | 44,6  |       |
| 040   |          | 117 à 122 | 2717 à 2722 | Tubize               | 775 à 780   | 1890  | 44,6  |       |
| 040   |          | 123 à 126 | 2723 à 2726 | Tubize               | 792 à 795   | 1891  | 44,6  |       |